# Mimoblennius atrocinctus
Mimoblennius atrocinctus es una especie de pez de la familia Blenniidae en el orden de los Perciformes.

## Morfología
• Los machos pueden llegar alcanzar los 5 cm de longitud total.

## Reproducción
Es ovíparo.

## Hábitat
Es un pez de mar y de clima tropical  que vive entre 2-10 m de profundidad.

## Distribución geográfica
Se encuentra en Sri Lanka, la Isla de Navidad, el sur del Japón y Hong Kong.